# Утамышский султанат
Утамышский султанат, Гамринское владение — кумыкское феодальное владение, разгромленное в ходе Персидского похода Петра I (1722 год). Столицей султаната был город Утамыш.

## Образование султаната
На территории Утамышского султаната в раннее средневековье существовало политическое образование Хамзин (Хамрин), упоминаемое в арабских источниках и в хронике Дербенд-наме. Другое название Утамышского султаната Гамринское княжество или владение восходит как раз-таки к Хамзину (Хамрину). Выдающийся российский историк-хазаровед М. И. Артамонов отождествляет Хамзин с упоминаемым арабским географом Ибн-Хордадбехом царством Сувар (Савир). Именно в этой местности располагался известный город Царства гуннов (савир) — Таргу, который локализуется известным археологом В. Г. Котовичем в долине реки Гамри-Озень.
Первое упоминание о князе с резиденцией в Утамыше относится к 80-м годам XVI века. Князь Халил-бек (Хали-бек) значится и в списке дербентца Аллаги, составленном в 1598 г. для русского воеводы Хворостинина.

## Персидский поход Петра I
Дагестан начала XVIII века являлся объектом пристального внимания Российской империи, Ирана и Османской империи. Желая воспользоваться слабостью и смутами в Иране, российский император Пётр I выступил в поход с целью овладения побережьем Каспийского моря. Формальным поводом для начала военных действий было убийство российских купцов в Шемахе лезгинским феодалом Имамом Хаджи-Давудом, которому незадолго до этого отказали в принятии в российское подданство. 18 июля 1722 года российская флотилия численностью 274 корабля вышла в море под начальством генерал-адмирала графа Апраксина. 20 июля флот вошёл в Каспий и неделю следовал вдоль западного берега. 27 июля пехота высадилась у Аграханского мыса, в 4-х верстах ниже устья реки Койсу (Сулак). Через несколько дней прибыла кавалерия и соединилась с главными силами. 5 августа русская армия продолжила движение к Дербенту. 6 августа на реке Сулак к армии присоединились со своими отрядами кабардинские князья Мурза Черкасский и Аслан-Бек. 8 августа переправилась через реку Сулак. 15 августа войска подошли к Таркам, местопребыванию шамхала.
Султану Махмуду Утамышскому было направлено посольство с предложением принять российское подданство. Однако Махмуд не только не стал российским вассалом, но и убил казаков-посланников, передав Петру I, что так будет со всеми людьми императора, которые попадут к нему в руки. На реке, расположенная вблизи с. Инчхе состоялось сражение, в котором русские, обладающие численным и технологическим превосходством, разбили войска Султан-Махмуд с подкреплением уцмия Ахмеда. Столица Утамыш была сожжена вместе с другими поселениями султаната. Владения Султан-Махмуда были переданы тарковскому шамхалу.
Петр I и другие участники похода отмечали невероятную храбрость жителей Утамышского султаната. Император Петр I в походном журнале писал:

« Зѣло удивительно сіи варвары бились: во обществѣ нимало не держались, но бѣжали; а партикулярно десператно бились, такъ что, покинувъ ружье, якобы отдаваясь въ полонъ, кинжалами рѣзались, а одинъ во фрунтъ съ саблею бросился »
В дневнике участника похода Генриха Брюса сохранилось слова Петра I об утамышцах (кумыках):

«Другой пленник, когда был подведен к шатру (адмирала Апраксина), не хотел отвечать ни на один вопрос, которые ему предложили, тогда отдали приказ его раздеть и бить плетьми. Он, получив первый удар, вырвал шпагу у стоящего рядом офицера побежал к шатру адмирала и, наверное, убил бы его, если бы два часовых, стоявших у палатки, не вонзили ему свои штыки в живот. Падая, он вырвал зубами из руки одного часового кусок мяса, после чего его убили. Когда император вошел в палатку, Адмирал Апраксин сказал, что он для того пришел в эту страну, чтоб его пожрали бешеные собаки, во всю жизнь ещё ни разу так не испугался. Император, улыбаясь, ответил: „Если б этот народ (кумыки) имел понятие о военном искусстве (организации), тогда бы ни одна нация не могла бы взяться за оружие с ними (то есть воевать с ними)“. »
Также Якоб Брюс рассказывает о состоявшемся допросе военнопленных-кумыков (утамышцев), которым руководил генерал-адмирал Апраксин:

«Адмирал спросил мусульманского священника, как смели они атаковать такую многочисленную армию, которая превосходила все силы, которые они могут представить, и всю помощь, которую они могут ожидать от всех своих соседей? После этого священник ответил, что они совершенно не боятся противника, что они так поступили, чтобы отомстить за действия русских войск при Эндирее, против их друзей и союзников. А главное, что они считаются свободной нацией и никогда на свете не будут подчиняться кому бы то ни было»
Убедившись, что целью Петра I является Дербент, союзник Утамышского султана уцмий Ахмед-хан подал прошение о принятии его в российское подданство. Однако это вовсе не означало успокоения дагестанских владетелей. Уже 20 сентября 1722 года комендант Дербента Андрей Юнгер доложил, что воины Хаджи-Дауда, уцмия, казикумухского Сурхай-хана и утемышского султана Махмуда захватили русский редут на реке Орта-Буган (в шестидесяти верстах от Дербента) «и люди караулные от неприятеля побиты». По сведениям дербентского наиба, трехдневный штурм обошелся нападавшим в 400 погибших, но из гарнизона в 128 солдат и шесть казаков спаслись в камышах лишь три человека . 19 и 21 сентября горцы штурмовали «транжамент» у реки Рубаса; нападение было отбито, но в укреплении обвалилась стена, и гарнизон пришлось вывести в город. Генерал-майор Кропотов доложил, что воины Султан Махмуда и уцмия напали на его арьергард под Буйнакском. Дороги стали настолько опасными, что командир аграханского укрепления полковник Маслов получил 28 августа приказ не посылать никого к армии, поскольку «проехать землею от горских народов невозможно»; в его «транжаменте» скопились курьеры с бумагами из Сената, Коллегии иностранных дел и других учреждений. Султан-Махмуд в союзе с уцмием, собрав 20 тысяч человек войска, последовали за отступающим русскими войсками, но не вступили с ними в крупное сражение.
После окончания военных действий против русских войск Султан-Махмуд Утамышский участвовал в войнах дагестанцев против Надир-Шаха, одержав ряд крупных побед на персидскими отрядами. После смерти энергичного Султан-Махмуда Утамышский султанат сходит с политической арены как независимое владение. В регионе усиливается власть Кайтагского уцмийства.